# Trogulus setosissimus
Espèce
Trogulus setosissimus est une espèce d'opilions dyspnois de la famille des Trogulidae.

## Distribution
Cette espèce est endémique de Croatie. Elle se rencontre sur Hvar et le Biokovo.

## Description
Le mâle holotype mesure 15 mm.

## Systématique et taxinomie
Cette espèce a été décrite par Roewer en 1940.

## Publication originale
- Roewer, 1940 : « Neue Assamiidae und Trogulidae. Weitere Weberknechte X. » Veröffentlichungen aus dem Deutschen Kolonial- und Übersee-Museum in Bremen, vol. 3, no 1, p. 1–31.